# Pazderna
Pazderna (in polacco Październa, in tedesco Pazdierna) è un comune della Repubblica Ceca facente parte del distretto di Frýdek-Místek, nella regione della Moravia-Slesia.